# آندرئاس شلاوتر
 آندرئاس شلاوتر (انگلیسی: Andreas Schlüter؛ ۲۰ مهٔ ۱۶۶۴ – مه ۱۷۱۴ ) یک مجسمه‌ساز و معمار اهل آلمان بود.